# H. Upmann

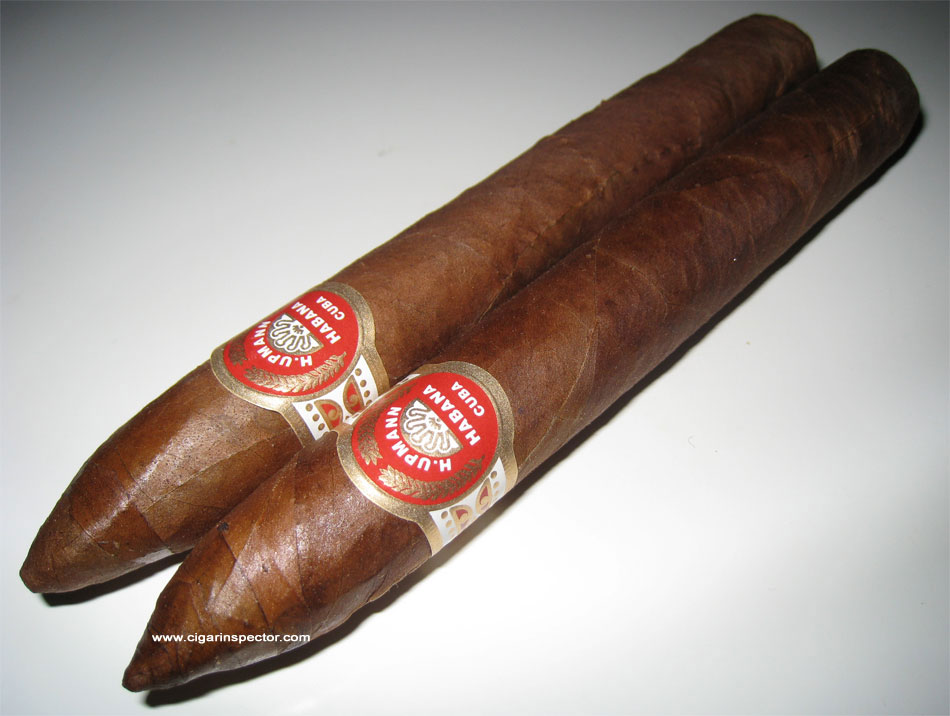
H. Upmann

H. Upmann — марка кубинских сигар.

## История создания
Основана в 1844 году немецкими братьями банкирами Германом и Августом Упманнами.
В 1924 году марка была перекуплена английской компанией Frankau s.a., затем её купил Солан-и Херманос, который вскоре перепродал братьям Менендес-и-Гарсия. 
В 1944 году фабрика переехала на улицу Amistad, где находится и по сей день.
На этой фабрике изготовляли как продукты массового спроса вроде маленьких сигар, так и «королевские» «гаваны»: Sir Winston, Magnum 46, или Gran Coronas.
сигары
Марка прочно завоевала сердца любителей крепких сигар. «H.Upmann» характеризуется использованием более зрелого, по сравнению с другими брендами, покровного листа, благодаря чему достигается особый завораживающий аромат и вкус со сладковато-пряным оттенком. В прошлом веке сигары пользовались особым спросом в Германии, где подавались на серебряных подносах. В настоящее время эта одна из любимых марок англичан.
Заботясь о сохранении потребительских свойств кубинских сигар при длительной трансатлантической транспортировке, Герман Упманн придумал упаковывать сигары в красочно оформленные специальные коробки. До сих пор упмановские коробки украшают медали, полученные на торговых выставках. 
Поскольку имя с инициалом в названии этой сигары завоевало большой успех, для подтверждения родственных связей, братья Аугуст и Херманни пожертвовали первой буквой своих имён и выбрали букву «H» слова «Hermanos (херманос)» что по-испански означает «братья». Так в 1844 году родилась марка H. Upmann. 
Братья так гордились своими сигарами, что один из них — история не сохранила, какой именно, — решил запечатлеть свою подпись на этикетке, украшающей коробку с сигарами. Это был первый случай когда, владелец визировал сигары, носящие его имя.

## Интересные факты
Когда речь заходит об этих сигарах, Кубинцы рассказывают о знаменитой просьбе американского президента Дж. Ф.Кеннеди. Он попросил своего секретаря Пьера Селинджера купить ему большой запас кубинских сигар Petit Upmanns за день до подписания Американского эмбарго в 1961 году.
Зазывая к себе в гости И. С. Тургенева, поэт и драматург А. К. Толстой, юмористически перечисляя то, что имеется в его имении, упоминает и сигары «Upmann» (письмо от 30 мая 1862 г.). 
Любимая марка сигар Зигмунда Фрейда, перенёсшего к концу жизни более 30 операций из-за образовавшегося рака нёба.

## Самые популярные сигары
- connoisseur No.1;
- magnum 46;
- magnum 50;
- magnum 50 tubos;
- monarchs;
- sir winston;
- upmann No.2;
- coronas junior;
- coronas major;
- petit coronas;